# Micropholis spectabilis
Micropholis spectabilis är en tvåhjärtbladig växtart som först beskrevs av Julian Alfred Steyermark, och fick sitt nu gällande namn av Terence Dale Pennington. Micropholis spectabilis ingår i släktet Micropholis och familjen Sapotaceae. IUCN kategoriserar arten globalt som sårbar. Inga underarter finns listade i Catalogue of Life.